# Gladsheim
Gladsheim (altnord.: Glaðsheimr „Frohheim, Glanzheim“) ist in der nordischen Mythologie einer der Götterpaläste in Asgard und der Wohnsitz des Gottes Odin. Gladsheim ist mit Gold und Edelsteinen verziert. Walhall, der jenseitige Aufenthaltsort gefallener Krieger, befindet sich in Gladsheim.

„Gladsheim heißt die fünfte, wo golden schimmert

Walhalls weite Halle:

Da kiest sich Odin alle Tage

Vom Schwert erschlagne Männer.“

## Moderne Verwendung
Begriffe wie Gladsheim und Asgard werden gelegentlich in Musik-Songs – häufig von Metal-Bands wie Manowar und Amon Amarth – erwähnt. Gladsheim wird dort als sichere und unbezwingbare Festung dargestellt.